# Dancer in the Dark
Dancer in the Dark is een film uit 2000 van Lars von Trier. De film duurt 140 minuten en bevat nummers gezongen door Björk.

## Verhaal
Het verhaal speelt zich af in 1964 en gaat over de naar Verenigde Staten geëmigreerde Tsjecho-Slowaakse Selma. Ze werkt daar dag en nacht in een fabriek om geld te verdienen voor de operatie van haar zoon Gene, die net als zij aan een erfelijke oogziekte lijdt. Deze oogziekte zal hen langzaamaan blind maken. Haar achteruitgaande gezichtsvermogen maakt het voor haar moeilijk om te werken in de fabriek. Het werk in de fabriek is saai en bijna mechanisch van aard. Op de moeilijke momenten haalt ze haar energie uit haar grote passie: musicals en muziek. Haar droom is in een musical te spelen. Omdat de operatie voor haar zoon niet effectief zal zijn wanneer hij van zijn oogziekte weet, probeert zij de ziekte geheim te houden. Ze draait ieder dubbeltje om, en van het geld dat ze elke dag op de fabriek verdient spaart ze voor de operatie. Ze bewaart het geld in een trommeltje. 
Elke avond repeteert ze haar rol als Maria voor de musical The Sound of Music in een theater. Hoewel ze niet goed kan zien, gaat ze ook graag naar de film. Haar vriendin Kathy gaat dan vaak mee om Selma te vertellen wat er op het doek te zien is. In de glamourwereld van films en theater kan Selma haar eigen leven even vergeten en voor een moment gelukkig zijn.

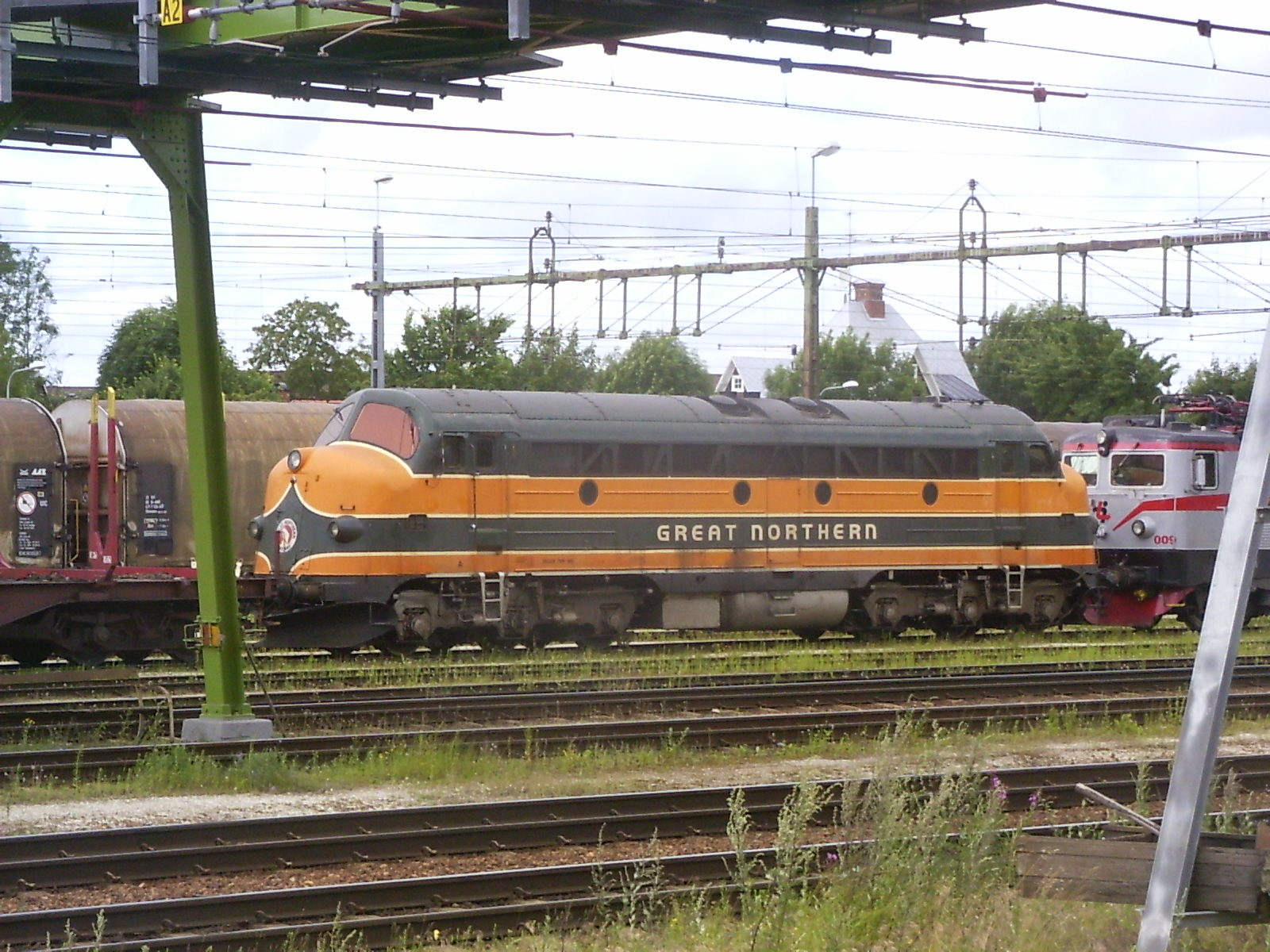
Dancer in the Dark, trein, zoals gebruikt in de film

Selma woont in de tuin van een echtpaar, waarvan de man werkzaam is als politieagent. Het echtpaar past op Selma's zoon en koopt een fiets voor hem wanneer hij jarig is. Op een dag vertelt de buurman aan Selma dat hij bijna blut is, maar dat hij dit zijn koopgrage echtgenote niet durft vertellen, omdat hij bang is haar te verliezen. Selma vertelt hem vervolgens haar geheim dat zij geld spaart voor de operatie van haar zoon.
Enige tijd later wordt Selma ontslagen in de fabriek omdat het werk te gevaarlijk voor haar is en ze te veel fouten maakt. Thuisgekomen vraagt de buurman of hij geld van haar mag lenen, zodat hij een nieuw bankstel voor zijn koopgrage vrouw kan kopen. Selma, die inmiddels nagenoeg blind is, geeft hiervoor geen toestemming. De man doet alsof hij vertrekt. Als Selma haar dagloon in de trommel stopt, ziet zij echter niet dat de buurman nog steeds aanwezig is.
Als Selma de volgende dag thuiskomt, ontdekt zij dat haar spaargeld is verdwenen. Ze gaat verhaal halen bij haar buurman, maar deze wil het geld niet teruggeven. Hij zegt het geld na een maand terug te betalen. Hij bedreigt haar met zijn dienstwapen en roept zijn vrouw erbij en doet alsof Selma zijn geld wil stelen. Er ontstaat een worsteling, waarbij Selma, na enig aandringen, hem doodschiet.
Er komt een rechtszaak, waarbij Selma niet de waarheid vertelt. Ze zegt dat ze het geld spaarde en opstuurde naar haar verzonnen vader Oldřich Nový in Tsjecho-Slowakije. De advocaat van de tegenpartij heeft deze Tsjecho-Slowaakse man opgespoord en uitgenodigd bij de rechtszitting. De in Tsjecho-Slowakije beroemde acteur Oldřich Nový blijkt Selma niet te kennen. Selma wordt door de jury ter dood veroordeeld.
Als Selma in de gevangenis zit komt haar vriendin Kathy achter de ware bestemming voor haar geld. Ze adviseert haar uitstel van executie en om een nieuw proces aan te vragen. Selma krijgt haar uitstel en een advocaat om haar bij te staan bij de nieuwe rechtszaak. Zodra Selma van haar advocaat hoort dat haar vriendin hem wil betalen met het geld dat bedoeld was voor de operatie van haar zoon, trekt ze het uitstel in en wordt ze uiteindelijk opgehangen.

## Filmmuziek
Het muziekalbum is uitgegeven onder de naam Selma Songs van Björk.

## Opnamen
De emoties die optraden tijdens opnamen voor Dancer in the Dark waren zeer heftig. Onderlinge conflicten en gevoelens hadden hier onder andere invloed op. Björk is zelfs een dag boos van de filmset weggelopen, omdat ze het oneens was met de kleding (een groene blouse) die ze moest dragen. In een documentaire op een van de vele verschillende Dancer in the Dark-dvd's wordt verteld dat ze de blouse in kwestie met haar tanden verscheurde.
Lars von Trier heeft gezegd dat Björk niet acteerde, maar "voelde" in de film. Björk voelde hoe Selma's leven was en ging hier in op en aangezien het verhaal van Selma tragisch was, is Björk hier emotioneel door veranderd. Naderhand heeft Von Trier nog gezegd dat hij spijt had de film te hebben gemaakt, vanwege  alle conflicten en emoties. Het winnen van verschillende prijzen voor de film betekende een lichte verzachting hiervoor.
Björk heeft overigens nooit het eindresultaat van de film willen zien. Zij vond de opnamen ook zo heftig dat ze zei nooit meer in een film te willen spelen. Toch verscheen ze in 2005 in de hoofdrol van de film Drawing Restraint 9. 
In 2017 claimde Björk publiekelijk, middels een Facebookbericht, dat zij tijdens de opnamen van "een film" structureel slachtoffer was van ongewenste intimiteiten en seksuele intimidatie. Volgens Björk zou "een Deense regisseur" tijdens deze opnamen vaak handtastelijk geweest zijn en geprobeerd hebben haar te overreden tot seksuele handelingen. Toen Björk hem vroeg hiermee te stoppen, zou hij een woede-uitbarsting gekregen hebben op de set en voor haar neus een stoel kapot geslagen hebben. De intimidatie zou zo ver gegaan zijn dat de regisseur tijdens een opnamesessie in Zweden dreigde om 's nachts in te breken in haar hotelkamer, waarna zij vluchtte naar de kamer van een vriend. Daarnaast zou deze regisseur volgens Björk later leugens verspreid hebben naar de pers: Björk zou moeilijk zijn om mee te werken. Hoewel Björk in het bericht geen namen noemt, berichtten vrijwel alle grote nieuwsmedia dat het over Lars von Trier ging. Björk speelde immers, maar in een paar films, en maar één daarvan werd door een Deen geregisseerd. Von Trier ontkende de beschuldigingen in een interview, maar gaf toe dat hij en Björk zeker geen vrienden waren. Volgens een van de producenten van de film, Peter Aalbæk Jensen, waren hij en Von Trier juist slachtoffers van Björk, omdat zij fysiek sterker zou zijn dan de twee mannen bij elkaar, eiste dat alles verliep zoals zij wilde en op het punt stond om een duur filmproject in het water te laten vallen.

## Rolverdeling
| Acteur            | Personage        |
| ----------------- | ---------------- |
| Björk             | Selma Ježková    |
| Catherine Deneuve | Kathy ("Cvalda") |
| David Morse       | Bill Houston     |
| Peter Stormare    | Jeff             |
| Vladica Kostic    | Gene Ježek       |
| Cara Seymour      | Linda Houston    |
| Joel Grey         | Oldrich Nový     |

## Prijzen
De film won de Gouden Palm op het filmfestival van Cannes in 2000. Björk won daarbij de prijs voor beste actrice. Een lied uit de film, getiteld I've seen it all, werd genomineerd voor een Oscar (Best Original Song) maar kreeg die prijs uiteindelijk niet. De film kreeg nog diverse andere internationale prijzen, waaronder die van de European Film Academy.